# Мелнгайлис, Эмиль
Эмиль Мелнгайлис (3 [15] февраля 1874, Игате, Лифляндская губерния, Российская империя (ныне Лимбажский край, Латвия) — 20 декабря 1954, Рига) — латвийский и советский композитор и фольклорист, музыкальный педагог, профессор. Народный артист Латвийской ССР (1945). Выдающийся мастер латышской хоровой песни, крупнейший собиратель латышских народных мелодий.

## Биография
В 1896—1897 годах учился в Дрезденской консерватории. Заинтересованность к использованию народной песни в музыке русских композиторов побудили его отказаться от учёбы в Дрездене.
В 1898—1901 годах Э. Мелнгайлис обучался в Санкт-Петербургской консерватории по классу композиции Н. А. Римского-Корсакова.
Некоторое время сотрудничал с петербургскими газетами. В 1904 году отправился в Ташкент, где жил и работал педагогом в кадетском корпусе. В 1920 году переехал в Латвию. Оркестровал оперу М. П. Мусоргского «Борис Годунов», постановка этой версии состоялась в 1924 году в Латвийской национальной опере.
В 1911‒1913 гг. — дирижёр Дней песен в Риге, один из организаторов и главный дирижёр латышских праздников песни (1926‒1938), один из основателей Объединения латышских композиторов (1923).
В 1944‒1948 гг. — председатель организационного бюро Союза композиторов Латвийской ССР.
В 1944‒1954 гг. — профессор Латвийской консерватории (ныне Латвийская музыкальная академия имени Язепа Витола).
Автор 53 оригинальных песен для хора. Организатор ансамблей народной музыки, использовал многие произведения, основанные на фольклоре (около 250 для хора и более 200 для различных ансамблей), часто — собственные композиции. В числе его музыкальных сочинений: балет, оркестровая музыка, струнный квартет, сольные песни и музыка для фортепиано.
Начиная с 1902 года опубликовал около 5000 народных мелодий; из них около 4500 собранных им латышских народных песен.
Э. Мелнгайлис также был хорошим шахматистом и участвовал в руководстве Латвийской шахматной федерации.
Награждён орденом Трудового Красного Знамени и орденом Трёх Звёзд.
Похоронен в Риге на Лесном кладбище.
Именем Э. Мелнгайлиса названы улицы в Риге и Елгаве.